# Americas Winners Cup
A Americas Winners Cup Beach Soccer ou Liga das Américas de Clubes é um torneio realizado pela Beach Soccer Worldwide iniciado no ano de 2023, tendo as primeiras edições sido disputadas em El Salvador, na América Central.

## História
O Beach Soccer Worldwide anunciou a primeira edição da Amerricas Winners Cup Beach Soccer (Liga das Américas), uma competição continental de clubes. A edição inaugural desta nova competição de farelo foi realizada em San Salvador, em El Salvador, entre os dias 6 e 12 de fevereiro de 2023.. Esta 1ª edição reuniu a 10 equipes no masculino, sendo uma da América do Sul (Flamengo, do Brasil), 6 da América Central, sendo quatro delas de El Salvador, e 3 da América do Norte, sendo duas dos Estados Unidos e uma do Canadá. O campeão da 1ª edição foi uma equipe local, o Barra de Santiago. No feminino, a 1ª edição reuniu 5 equipes, sendo uma da América do Sul (São Pedro Beach Soccer, do Espírito Santo, do Brasil), a qual se sagrou a campeã, 3 da América Central, todas de El Salvador, e 1 da América do Norte, dos Estados Unidos.
A 2ª edição foi disputada no mesmo local, entre os dias 25 de novembro e 1º de dezembro de 2024, e reuniu a 12 equipes no masculino e 10 equipes no feminino. Ambas as categorias nesta foram dominadas pelos brasileiros, com o Flamengo tendo sido o campeão do masculino, e o São Pedro Beach Soccer sendo o bi-campeão no feminino.